# Citissoro
Citissoro (in greco antico: Κυτίσωρος?, Kytíssōros), Citisoro o Cilindro è un personaggio della Mitologia Greca. Fu un Argonauta.

## Genealogia
Figlio di Frisso e di Calciope e fratello di Argeo, Mela e Frontide. Pausania gli attribuisce anche un quarto fratello di nome Presbone.

## Mitologia
Erodoto racconta che un oracolo disse agli Achei di sacrificare Atamante (il nonno di Citissoro) per redimere l'Acaia Ftiotide dai suoi peccati e che Citissoro giunse in suo soccorso e lo salvò. Da allora tutti i suoi discendenti non possono più entrare nell'Acaia Ftiotide, pena la cattura ed il sacrificio della loro vita agli dei.
Prese parte con i suoi fratelli nel viaggio verso la Colchide ed in seguito si unì agli Argonauti.